# Константин Пашев
Константин Михайлов Пашев е български лекар офталмолог и общественик.
Той е академик на Българската академия на науките (1938), почетен член на Академията на медицинските науки в Палермо (1918), член-кореспондент на Баварската академия на науките (1938) в Мюнхен, професор. Основоположник на българската офталмологична научна школа.

## Биография
Константин Пашев е роден в Сливен. Произхожда от рода на виднш търговци. Завършва Роберт колеж в Цариград (1893), учи в Медицинския факултет в гр. Монпелие, Франция, (1893 – 1896), завършва Медицинския факултет в Лион (1898) и остава за година на специализация по очни болести в клиниката на проф. д-р А. Гайе (1899). Доктор на Лионския университет (1899).
След завръщането си в България е назначен като ординатор в Очното отделение на Александровската болница (1899).
Специализира очни болести в Лион, Париж, Берлин и Лондон. През 1906 – 1907 г. е асистент в Лондонската кралска болница в Англия. Проф. Пашев всяка година посещава някоя от големите европейски очни клиники на собствени разноски, присъства на всички европейски офталмологични форуми. Почти всички негови научни доклади са изнесени на конгреси в чужбина
През 1916 г. проф. Пашев първи в света описва очното заболяване, станало известно след това в чуждата литература като „Конюнктивит на Пашев“. Същевременно въвежда множество нови оперативни техники и създава нов оперативен инструмент – сфинктероиридотом.
Пашев е сред основателите през 1917 г. на Медицинския факултет на Софийския университет, чийто пряк наследник е сегашният Медицински университет в София, а непряк – възстановеният Медицински факултет в СУ. Създател е на Университетската очна клиника и катедрата по офталмология към МФ и е неин пръв професор и ръководител 22 години – от 1919 до 1941 г.
Основател е на Института по обществена медицина и хигиена при БАН.
Създател е на първото на Балканите училище за слепи деца (1905). Основател на Дружеството за покровителство на слепите в България (1922). През 1931 г. организа първия Дом-работилница за възрастно слепи. Основател на първия в България Институт за професионална подготовка на възрастните слепи (1938). Основател и издател на първото в България „Списание за борба против слепотата“ (1933 – 1942).

## Трудове
Акад. проф. д-р Пашев е автор на 457 научни публикации в областта на офталмологията, отнасящи се до повечено нейни аспекти. Значителните му трудове са върху трахомата, пролетния катар, туберкулозата, хиперплазиите и туморите на окото, възпалителните заболявания на очите и разработването на нови офталмологични оперативни методи и др. Голяма част от публикациите на Пашев – над 160 статии, са отпечатани в 25 от най-важните и престижни научни списания по офталмология в Европа. Цялата патология на окото е застъпена в неговите повече от 250 научни и 230 научнопопулярни публикации.
Проф. д-р Пашев написва първия учебник по очни болести в България (1925). Автор е на първите по рода си монографии „Социална офталмология“ (1936) и „Синтетична офталмология“ (1942).

## Членства
Пашев е член-кореспондент на Германското офталмологично дружество (1912), почетен член на Института „Бараке“ в Барселона, Испания (1945), на Унгарското медицинско дружество в Будапеща, на Бразилското дружество за предпазване от слепота, на Унгарското дерматологично дружество и на Международната организация за предпазване от слепота. Член на общо 11 офталмологични дружества, сред които тези в Хайделберг, Лондон и Лион.
Член-основател на Българското офталмологично дружество (1927) и негов пръв председател, както и на Международната академия за усъвършенстване на лекари в Будапеща (1938).
Проф. Пашев е избран за член-кореспондент на Българската академия на науките през 1936 г. и за неин академик през 1938 г.

## Отличия
Присъдена му е наградата „Кудоглу“ на Българската академия на науките.
През 1950 проф. Пашев е лауреат на Димитровска награда, I степен.

## Памет
На академик Константин Пашев е наречена улица в квартал „Овча купел“ в София (Карта).